# ماركو فيليبيني
ماركو فيليبيني (بالإيطالية: Marco Filippini)‏ هو لاعب كرة قدم إيطالي في مركز الدفاع، ولد في 19 سبتمبر 1988 في مونتيشياري في إيطاليا. لعب مع إنتر ميلان ونادي مونتيكياري.